# Guy LeBlanc (Nouveau-Brunswick)
Pour les articles homonymes, voir Leblanc et Guy LeBlanc.
Guy LeBlanc, né le 6 juin 1939 à Saint-Antoine et mort le 16 mars 2017 à Moncton,  est un enseignant qui a été fortement impliqué dans le développement de son village natal et du comté de Kent.

## Biographie

### Jeunesse et études
Né le 6 juin 1939 à Saint-Antoine, il est le fils de Adelard LeBlanc et Yvonne Gauvin.
Guy LeBlanc est atteint de la poliomyélite en bas âge. Après avoir reçu des traitements, il retourne aux études et obtient un brevet d'enseignement et deux baccalauréat en Arts et en Pédagogie. Il obtient ensuite un certificat d'études françaises supérieures et un diplôme pour l'enseignement du français. Il suit aussi des cours d'été de 1973 à 1987 en histoire, en géographie et en culture.

### Carrière d'enseignant
Guy LeBlanc a enseigné dans plusieurs écoles de 1959 à 1994, surtout à la polyvalente Clément-Cormier de Bouctouche. Il a entretemps été membre de plusieurs comités du ministère de l'Éducation du Nouveau-Brunswick, dont ceux en histoire, la révision des programmes, l'intégration et les valeurs humaines. Il siège aussi aux conseils d'administration de plusieurs organisations professionnelles comme la New Brunswick Teachers Association et l'Association des enseignants francophones du Nouveau-Brunswick. Après sa retraite de l'enseignement en 1994, il s'implique au sein de la Société des enseignants retraités du Nouveau-Brunswick, dont il est le secrétaire du cercle local de 1995 à 1999, année à laquelle la Société lui décerne le Certificat de retraité de l'année.

### Implication communautaire
Il a été maire de Saint-Antoine entre 1971 et 1978. Durant son mandat, le village s'est vu agrandi en superficie et doté d'un nouveau centre communautaire avec bibliothèque, d'un nouvel hôtel de ville et d'une nouvelle caserne de pompiers, de nouvelles rues et infrastructures d'égout et enfin d'un nouveau parc. Durant la même période, il a été membre fondateur de la Société d'habitation de Saint-Antoine' puis président jusqu'en 1983. Il est resté membre du conseil d'administration jusqu'en 1993 puis a été secrétaire de l'organisme de 1993 à 1999. Il a également été membre fondateur de la Commission économique de Kent en 1974, où il siégea au conseil d'administration du conseil régional d'aménagement du Sud-est jusqu'en 1978.
Il a été membre fondateur de la Société culturelle de Kent-Sud en 1972 puis membre du conseil d'administration jusqu'en 1989. Il a été membre de la Commission régionale de la Bibliothèque Albert-Westmorland-Kent de 1974 à 1983 et également membre du comité local. Il a été membre de l'Association des musées du Nouveau-Brunswick et président de 1980 à 1982. Il a été membre fondateur du Musée de Kent en 1982, puis président pendant trois ans. Il a été membre du comité du Bicentenaire du Nouveau-Brunswick en 1984. Il a été l'un des membres fondateurs de la Société historique de Kent en 1997. Il a présidé l'organisation pendant trois ans et en est toujours membre.
Guy LeBlanc meurt le 16 mars 2017 au Centre hospitalier universitaire Dr-Georges-L.-Dumont à Moncton.

## Distinctions
- Commandeur de l'Ordre de la Pléiade
- Paul Harris Fellow de Rotary International
- Médaille et certificat d'honneur du Prix Bénévolat Canada
- International Leadership Award
- 1994 : Certificat de reconnaissance de l'Association des musées du Nouveau-Brunswick
- 1994 : CRCD National Award
- 1999 : Prix Maureen Boudreau, personnalité de l'année du comté de Kent
- 2002 : Membre de l'Ordre du Nouveau-Brunswick
- 2004 : Prix Louis-J.-Robichaud
- 2004 : Titre de Bâtisseur du village de Saint-Antoine
- 2005 : Prix des droits de la personne du Nouveau-Brunswick

## Lien et documents externes
- Biographie de Guy LeBlanc